# Buddy Hall

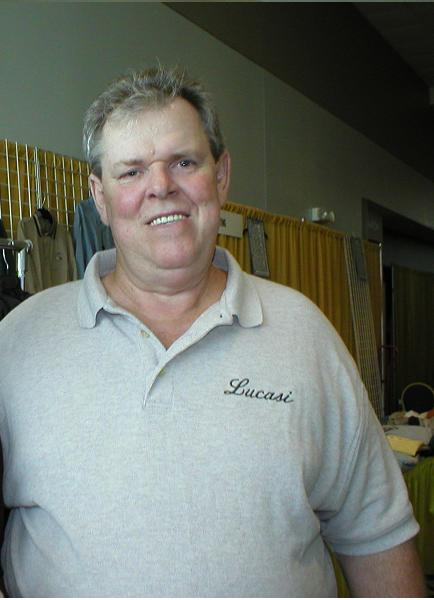

Cecil P. 'Buddy' Hall (Metropolis (Illinois), 29 mei 1945 – aldaar, 22 mei 2025) was een Amerikaans poolbiljarter. Hij droeg als sporter de bijnaam The Rifleman. Hall speelde professioneel pool sinds de jaren 70 en won onder meer het US Open Nine-ball Championship in zowel 1991 als 1999. Het Billiard Congress of America nam hem in 2000 op in zijn Hall of Fame.
Hall was de eerste speler uit de Verenigde Staten die de International Challenge of Champions won, in 1992. Zijn specialiteit was 9-ball, waarop zijn precisie hem zijn bijnaam opleverde.
Hall was begin 21e eeuw nog steeds actief op de International Pool Tour. In 1983 verscheen er een biografie over zijn leven, genaamd Buddy Hall: Rags to Rifleman, Then What?.
Hall overleed op 22 mei 2025 op 79-jarige leeftijd.

## Erelijst
Belangrijkste overwinningen:
- Camel Shooters Nine-ball Open 1998
- International Challenge of Champions 1992
- International Nine-ball Classic 1991
- MPBA International Classic 1991
- US Open Nine-ball Championship 1991 en 1999
- Glass City Open 1987
- Colorado Open 1987
- Carolina's Cup 1987
- Lexington Open 1987
- Fall Classic 1986
- Cue Club Open 1986
- Charlotte Open 1985
- East Coast Open 1985
- World Nine-Ball Open 1984
- Dayton Open 9-ball Championship 1983 en 1984
- Dayton Open 9-ball Championship 1983
- Caesar's Tahoe Nine-ball Championship 1982 en 1984